# Správní obvod obce s rozšířenou působností Chomutov
Správní obvod obce s rozšířenou působností Chomutov je od 1. ledna 2003 jedním ze dvou správních obvodů rozšířené působnosti obcí v okrese Chomutov v Ústeckém kraji. Čítá 25 obcí.
Města Chomutov a Jirkov jsou obcemi s pověřeným obecním úřadem.

## Seznam obcí
Poznámka: Města jsou vyznačena tučně.
- Bílence
- Blatno
- Boleboř
- Březno
- Černovice
- Droužkovice
- Hora Svatého Šebestiána
- Hrušovany
- Chomutov
- Jirkov
- Kalek
- Křimov
- Málkov
- Místo
- Nezabylice
- Otvice
- Pesvice
- Spořice
- Strupčice
- Údlice
- Vrskmaň
- Všehrdy
- Všestudy
- Výsluní
- Vysoká Pec

## Obyvatelstvo
| Rok  | Obyv.  | ± %     |
| ---- | ------ | ------- |
| 1869 | 42 545 | —       |
| 1880 | 47 985 | +12,8 % |
| 1890 | 53 058 | +10,6 % |
| 1900 | 60 386 | +13,8 % |
| 1910 | 68 517 | +13,5 % |

| Rok  | Obyv.  | ± %     |
| ---- | ------ | ------- |
| 1921 | 71 627 | +4,5 %  |
| 1930 | 81 514 | +13,8 % |
| 1950 | 55 005 | −32,5 % |
| 1961 | 62 260 | +13,2 % |
| 1970 | 66 238 | +6,4 %  |

| Rok  | Obyv.  | ± %    |
| ---- | ------ | ------ |
| 1980 | 74 181 | +12 %  |
| 1991 | 79 706 | +7,4 % |
| 2001 | 81 020 | +1,6 % |
| 2011 | 79 788 | −1,5 % |
| 2021 | 77 815 | −2,5 % |